# Monumento a los Caídos (Pamplona)
El Monumento a los Caídos cuyo nombre oficial era «Navarra a sus Muertos en la Cruzada» que figura en su fachada, aunque hoy se encuentra oculto con la nueva denominación y uso: «Sala de Exposiciones», es un edificio en memoria de los 4500 navarros muertos del bando sublevado en la guerra civil española. Se encuentra en el Segundo Ensanche de la ciudad de Pamplona, capital de la Comunidad Foral de Navarra en España. En la actualidad acoge pequeñas exposiciones municipales.

## Combatientes del bando sublevado
Navarra en los años treinta era un territorio agrícola, conservador y católico. Las derechas, y sobre todo el tradicionalismo carlista, identificaron su acción política con los valores religiosos y la propiedad de la tierra, llevando a desechar el Estatuto Vasco-Navarro, por no estar de acuerdo con el laicismo de la constitución republicana de 1931, y a considerar que la acción de la República era antirreligiosa. Esto, junto a la Reforma Agraria, llevó a la radicalización de terratenientes y tradicionalistas, y la organización de grupos paramilitares, los requetés, que hacían maniobras de instrucción militar, tras el monte Ezcaba y en las sierras de Andía y de Urbasa, así como en la Italia de Benito Mussolini, quien participó en la financiación y provisión de armas de los golpistas. La utilización de los valores religiosos en la acción política consiguió incrementar la fuerza electoral del voto derechista que se elevó del 64,3 al 69% entre 1931 y 1936.[cita requerida] En las elecciones de febrero de 1936, cuando venció en el conjunto de España el Frente Popular, en Navarra todos los escaños fueron para la coalición derechista.
El general Emilio Mola llegó a Pamplona el 14 de marzo de 1936, destinado como gobernador militar cuando ya había sido designado de forma clandestina en Madrid como cabeza de la insurrección. Por mediación de Raimundo García García, «Garcilaso», director del Diario de Navarra, en mayo se pusieron en contacto el sector militar de Mola con los paramilitares carlistas, para aunar fuerzas en el mismo sentido. Las conversaciones llegaron a un punto muerto en junio, por lo que el conde de Rodezno, Tomás Domínguez Arévalo, a la sazón expresidente de la Junta Suprema del Tradicionalismo aconsejó a Mola contactar directamente con la Junta Regional que estaba presidida por Joaquín Baleztena. Este rebajó las condiciones de la cúpula carlista, comprometiéndose a participar a cambio del uso de la bandera monárquica (rojigualda) y el control de los ayuntamientos de Navarra. El acuerdo no se logró ya que Mola requería la aprobación de la Junta Suprema y del regente Javier de Borbón-Parma. Fue en los sanfermines de ese año cuando se puso totalmente a punto la conspiración, ya que bajo el pretexto de acudir a las fiestas llegaron militares de todas las graduaciones provenientes de distintos puntos de España. Seis días antes del asesinato de José Calvo Sotelo (que tuvo lugar el 13 de julio), existían dos cartas del general José Sanjurjo a Mola y a Fal Conde con la propuesta de presidir él mismo un gabinete estrictamente militar con el objetivo de poner fin al sistema liberal y parlamentario consagrado por la constitución republicana de 1931. El 14 de julio, la Comunión Tradicionalista, así como la Falange dieron su apoyo a la sublevación.
Mola contaba bajo su mando con el Regimiento de Infantería América n.º 14, mandado por el coronel José Solchaga Zala, el Batallón de Montaña Sicilia n.º 8, el Grupo mixto de Zapadores y Minadores y, en Estella, con el Batallón de Montaña Arapiles n.º 7. El general tenía pensado mezclar la tropa con los requetés para neutralizar a los que no estuvieran de acuerdo con el golpe de Estado. Sí tenía la certeza del seguimiento de los oficiales, así como de las fuerzas de Orden Público de la provincia, con los jefes de los Carabineros y Guardias de Asalto, policía gubernativa y policía municipal. Solo el comandante de la Guardia Civil José Rodríguez-Medel Briones permaneció leal al gobierno republicano, a pesar de que sus alertas al mismo, comunicando personalmente al presidente del Consejo de Ministros Santiago Casares Quiroga la conspiración en ciernes, no tuvieron éxito, ya que se confiaba en la lealtad de Mola. Cuando Diego Martínez Barrio decidió negociar un acuerdo, el golpe de Estado era un hecho.
Navarra fue desde el inicio de la guerra un extraordinario centro de reclutamiento de voluntarios. Sin embargo, en total, la aportación en número de hombres fue semejante a la de otras provincias españolas. Ni las condiciones físicas, ni la edad fue condicionante para el reclutamiento, con constancia de combatientes de quince años y de una persona coja de ambas piernas.
Durante los tres años de guerra empuñaron las armas por el bando nacional más de 16.000 requetés y unos 6.500 falangistas. A ellos hay que sumar los 18.000 navarros que fueron llamados a filas. En total se formaron 31 batallones de voluntarios, integrados por 24 000 hombres. El regimiento América dio lugar a unos diez batallones, el Arapiles formó ocho y el Sicilia seis.
Según cifras oficiales murieron en combate unos 4.545 navarros que figuran nominalmente en el libro 1936-1939. Caídos por Dios y por España. Navarra, publicado por la jefatura Provincial del Movimiento de Navarra en marzo de 1951, por el gobernador civil de Navarra Luis Valero Bermejo. De ellos, aproximadamente 1.766 eran soldados, 1.700 requetés y 1.074 falangistas.
Sin embargo, muchos de ellos, considerados voluntarios, fueron alistados de forma obligatoria, como ocurrió con los destinados a la Bandera General Sanjurjo de la Legión Española. A falta de estudios, es imposible saber cuántos de los supuestos voluntarios lo fueron realmente.
Jimeno Jurío, aunque considera poco fiable esta lista nominal, reproduce sus cifras en la publicación realizada en 1982, detallando por merindades los 4.535, que fallecieron en su mayoría en el frente del norte de Guipúzcoa y Vizcaya y en menor medida, 1.700 combatientes, una vez finalizado este frente en 1937:
| Merindad                        | Habitantes | Muertes | Tasa (por mil habitantes) |
| ------------------------------- | ---------- | ------- | ------------------------- |
| Estella                         | 71.725     | 1074    | 14,97‰                    |
| Olite                           | 46.673     | 690     | 14,90‰                    |
| Pamplona capital                | 42.259     | 338     | 8‰                        |
| Pamplona (resto de la merindad) | 72.351     | 995     | 12,69‰                    |
| Sangüesa                        | 50.368     | 723     | 15,17‰                    |
| Tudela                          | 58.204     | 715     | 11,98‰                    |
| TOTAL                           | 341.580    | 4.535   | 13,28‰                    |

## El edificio
Se encuentra en el Segundo Ensanche de Pamplona y fue edificado en 1942, tras la guerra civil española. Sus arquitectos fueron José Yárnoz y Víctor Eusa. Es una obra conmemorativa de esta guerra, en homenaje a los muertos del bando franquista, especialmente de los requetés caídos en los combates, con una planta central en forma de cruz griega cubierta por una gran cúpula que se convierte en el elemento fundamental, con linternas laterales, pórtico hexástilo de columnas de fuste cuadrado liso, rematado por un frontón mixtilíneo. Estilísticamente supone el retorno a un clasicismo austero, más cercano a Yárnoz que a Eusa. El exterior provoca una sensación de pesadez y cierta desproporción, que contrasta con la ligereza y amplitud del interior.
En su cripta estuvieron enterrados varios militares desde el 17 de julio de 1961 hasta noviembre de 2016, entre ellos dos que se contaron entre los máximos responsables del golpe de Estado contra la República, cuyo fracaso parcial desencadenó la Guerra Civil: Emilio Mola que se encontraba de Gobernador Militar en Pamplona y José Sanjurjo, pamplonés y que estaba en el exilio en Estoril, Portugal, por el intento de golpe de Estado de 1932 (la Sanjurjada).

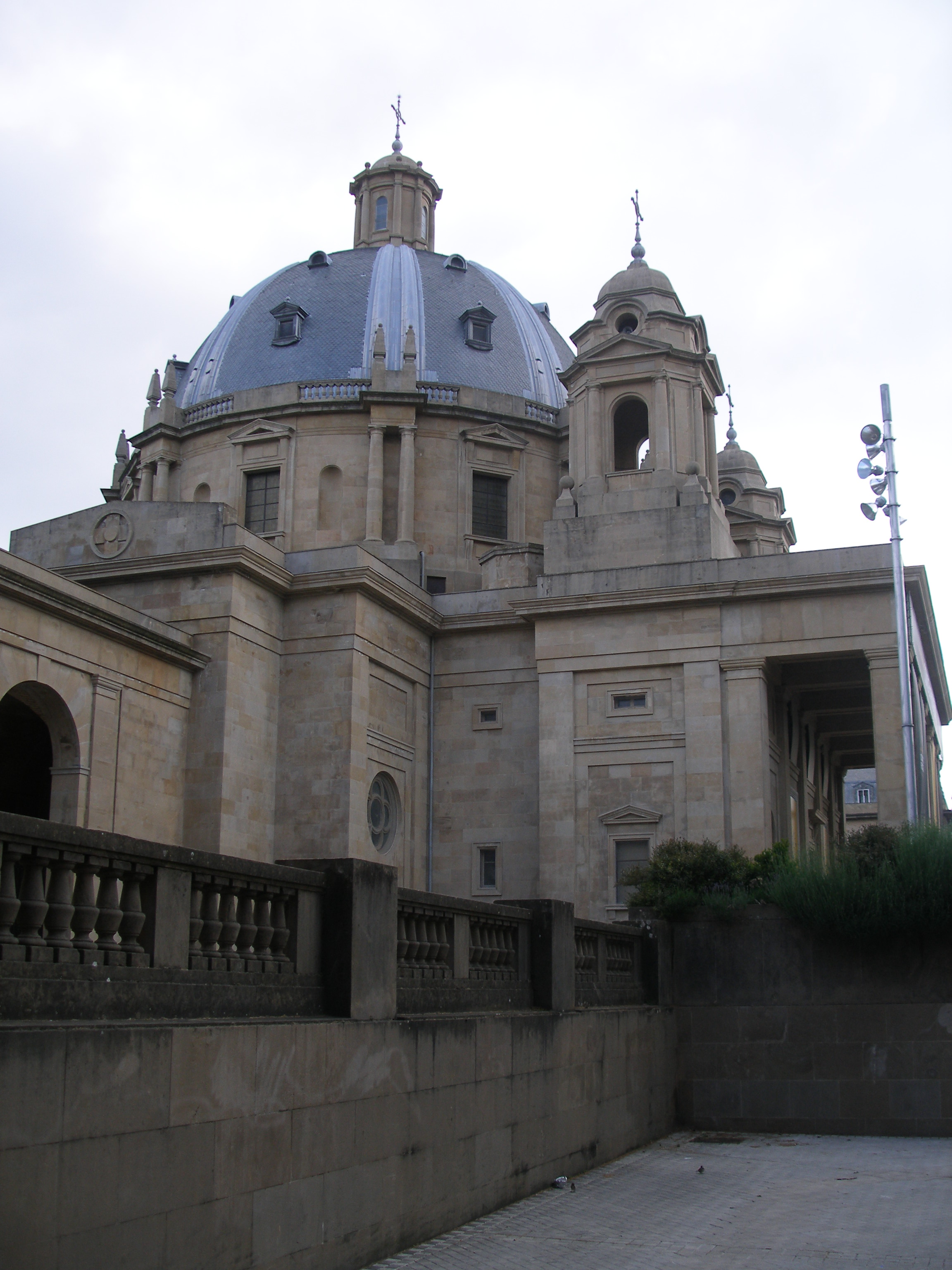
Vista lateral del monumento.

En el interior, en sus paredes, se encuentran inscritos los nombres de los navarros fallecidos en combate del llamado bando Nacional. En la parte interior de la cúpula hay varias pinturas alegóricas a los requetés realizada por Ramón Stolz Viciano que, como se afirmaba en un escrito entonces: En torno a la figura de San Francisco Javier, ha querido representar el espíritu religioso y guerrero de la Navarra inmortal, que desde la época de las Cruzadas hasta nuestros días vivió, rezó y supo morir por Dios y por la Patria.
El edificio fue donado por el obispado al ayuntamiento, con la condición de no retirar ni modificar ningún elemento de forma definitiva y destinarlo a fines culturales. Por ello el Ayuntamiento de Pamplona, gobernado entonces por una coalición de la derecha política navarra, UPN y CDN, realizó una restauración manteniendo todos los elementos, aunque ocultando tanto los escudos franquistas exteriores, la inscripción y nombre del edificio frontal, así como las inscripciones del interior. Desde entonces se ha utilizado episódicamente como lugar de exposiciones temporales, con el nombre «Sala de Exposiciones Municipal Conde de Rodezno».

## Plaza de la Libertad
El edificio se encuentra en la actual «Plaza de la Libertad», denominación dada en noviembre de 2015 por el alcalde Joseba Asiron. Con anterioridad y desde su inauguración se denominó «Plaza Conde de Rodezno», en recuerdo del político español Tomás Domínguez Arévalo. Sin embargo, para aplicar la Ley de Memoria Histórica, en marzo de 2009, sin modificar el nombre, se asignó como homenaje al Condado de Rodezno de forma genérica, por decisión de la alcaldesa Yolanda Barcina. Cuando se levantó el edificio se promulgaron unas ordenanzas especiales que definían las fachadas para conseguir una plaza como un conjunto estéticamente unitario y en consonancia con el monumento. A partir de 1947 se empezaron a construir los distintos edificios que rodean al monumento y conforman la plaza. Diseñados por Luis Felipe de Gaztelu Jacôme, que realizó el primer edificio, y posteriormente por los arquitectos Eugenio Arraiza, Francisco Garraus, Javier y Serapio Esparza, y Víctor Eusa. A diferencia de las fachadas delanteras, las traseras de los edificios de la plaza son de diseño libre y en ellas se aprecian los distintos estilos de los autores. En época posterior se construyeron los dos anexos laterales, unidos al monumento por arquerías: la parroquia de Cristo Rey, a la izquierda, y la casa parroquial, a la derecha, que es de 1962 y el último en ser edificado. Ambos son de José Yárnoz y Víctor Eusa, arquitectos del monumento.

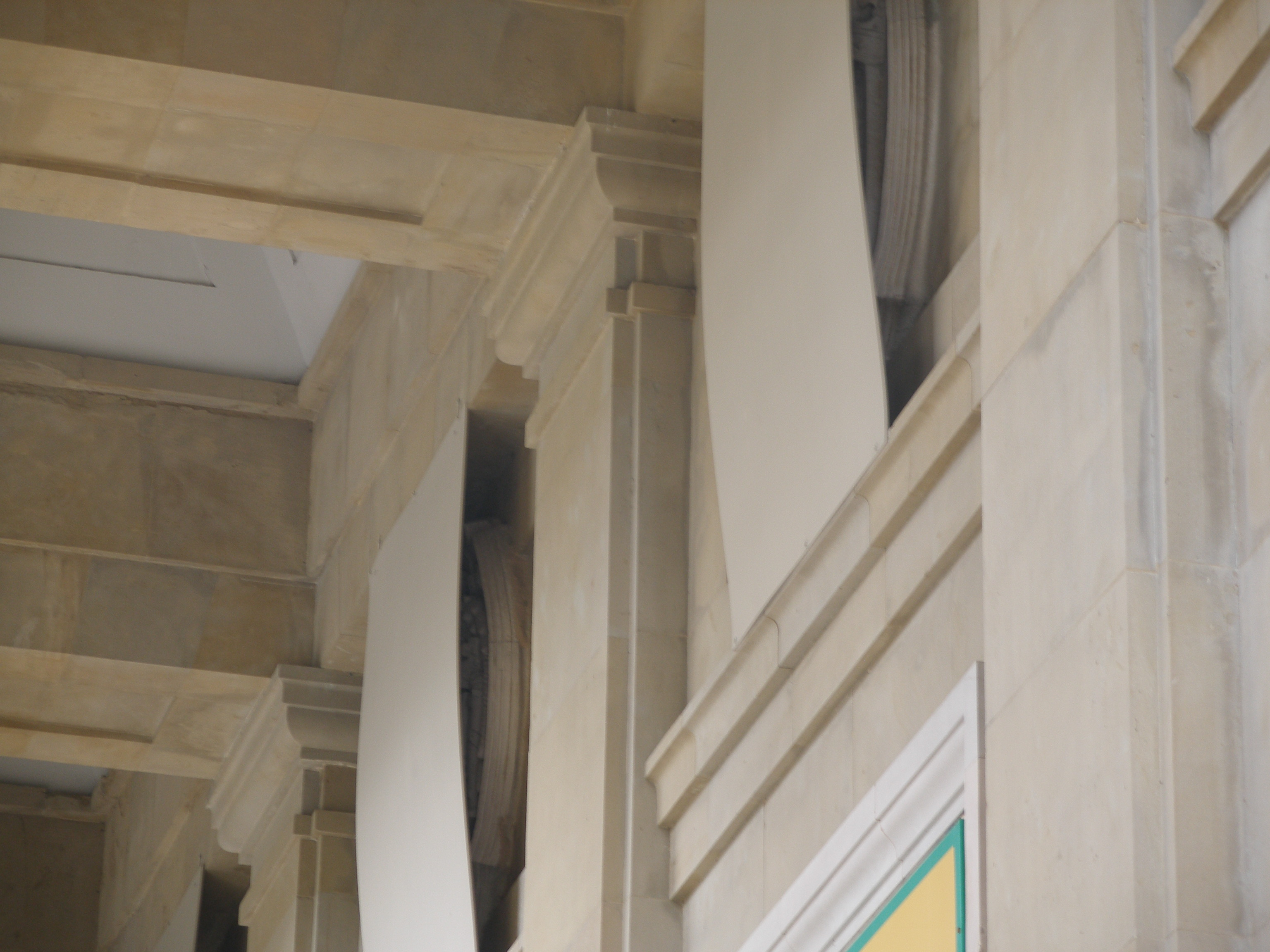
Detalle de los símbolos franquistas ocultados. Según la Ley de Símbolos de Navarra deberían haber sido retirados.

## Polémica
La simbología de este conjunto es polémica. Las opiniones vertidas para aconsejar su modificación, remodelación y hasta su demolición se han sucedido durante años. Es un conjunto que cierra la emblemática avenida Carlos III, que hoy es peatonal con gran presencia en la cabecera de esta calle.
Además de la polémica estética, el monumento solo conmemora a los muertos de un bando cuando acudió a los frentes de guerra. Hasta el 24 de noviembre de 2007 no existía nada en recuerdo a las Víctimas de la Guerra Civil en Navarra de Pamplona que fueron asesinadas sin enfrentamiento, entre ellos seis concejales de la ciudad. En esta fecha se colocó una placa en el lugar donde fueron fusiladas muchas de ellas, junto a la Ciudadela, que se puso tras aprobación del Ayuntamiento de Pamplona (En el pleno del 21 de septiembre de 2007, en el que los concejales pertenecientes a la izquierda de Nafarroa Bai, Partido Socialista de Navarra y Acción Nacionalista Vasca lo apoyaron, y por el contrario Unión del Pueblo Navarro, que ostentaba la alcaldía, se opuso). Al ponerla no se realizó ningún homenaje oficial. Posteriormente, en mayo de 2008 se inauguró, aunque sin representación oficial, el Parque de la Memoria de Sartaguda en recuerdo a las víctimas de la provincia. Además también existieron navarros caídos en combate del bando republicano que no han recibido homenaje alguno. Sin embargo hay otros que sí han sido homenajeados, como los del pueblo de Lizoáin.

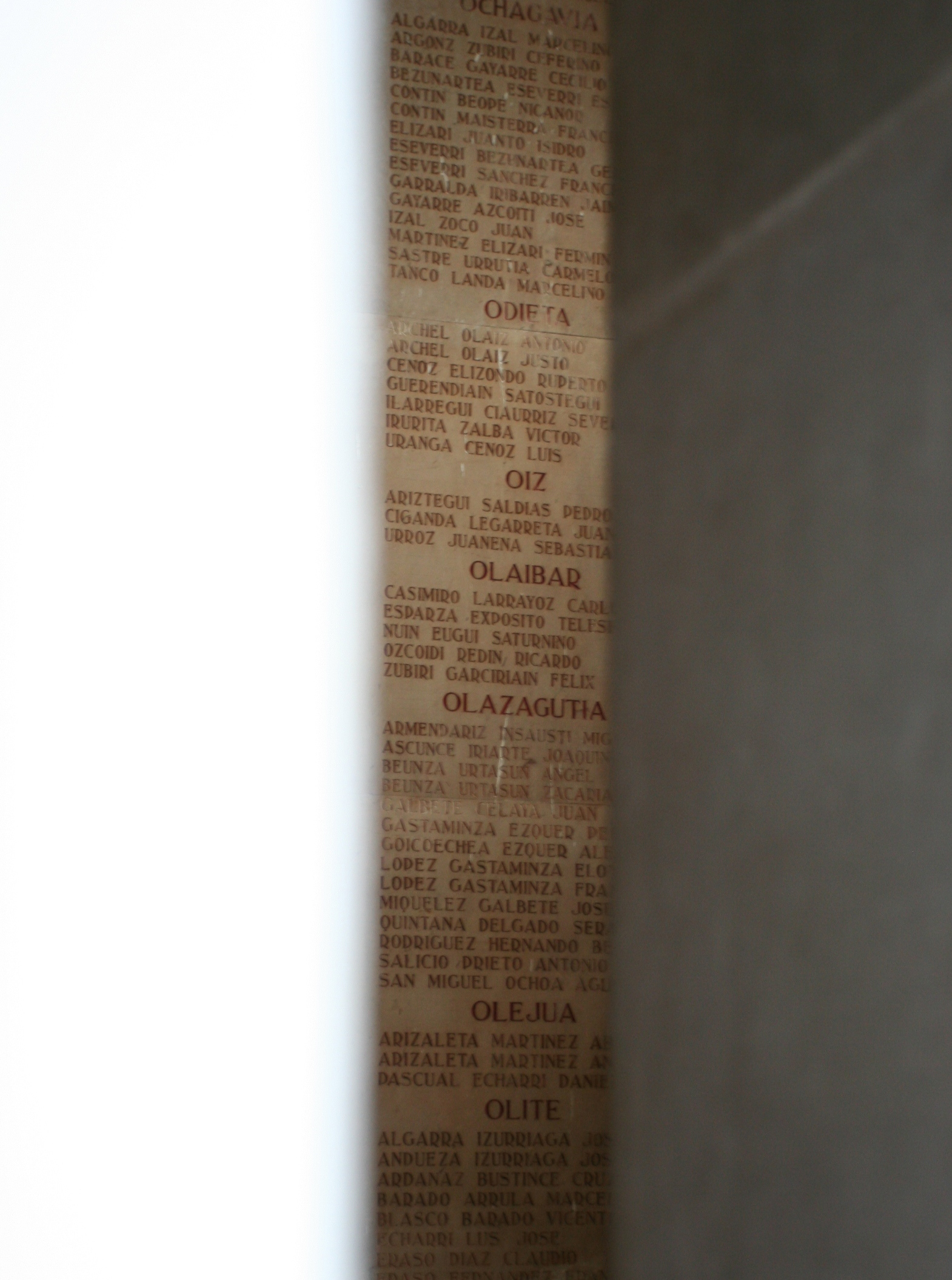
Lista de los caídos.

La simbología de la época franquista no ha sido retirada, aunque ha sido ocultada con maderas y carteles. La retirada de simbología franquista es obligatoria por ley en Navarra desde la publicación de la Ley de Símbolos de Navarra de 2003, que tiene, a este respecto, la siguiente disposición transitoria única:

Retirada de simbología franquista.

En el plazo de un año desde la entrada en vigor de esta Ley Foral, las autoridades en ella referidas procederán a la retirada y sustitución de la simbología propia del régimen franquista. Aquellos símbolos que estén integrados en edificios declarados de carácter histórico-artístico serán sustituidos y enviados para su custodia a la Institución Príncipe de Viana, salvo que resulte materialmente imposible la operación de sustitución.
LEY FORAL 24/2003, de 4 de abril, de Símbolos de Navarra.

El 31 de agosto de 2016 se anunció la exhumación de los restos de los generales Mola, Sanjurjo y otros seis combatientes sublevados enterrados en el panteón del monumento, que serían entregados a sus familias. Se realizó por un equipo de forenses de la Sociedad de Ciencias Aranzadi dirigido por Francisco Etxeberria, catedrático de la Universidad del País Vasco. La exhumación de Mola, sin oposición de la familia, fue adelantada al 24 de octubre y la del resto de los militares fue completada el 16 de noviembre de 2016.
El 16 de octubre de 2024, 31 colectivos memorialistas agrupados en la Plataforma por el derribo de los Caídos registraron una solicitud formal en el Ayuntamiento de Pamplona para que el ente abordase el derribo del monumento, amparándose, según la petición, en la Ley Foral 24/2003, de 4 de abril, de Símbolos de Navarra (modificada por las leyes forales 52/2007 de 26 de diciembre y 33/2013, de 26 de noviembre; derogada en 2017 y sustituida en estas cuestiones por la Ley Foral 16/2019, de 26 de marzo) y las Leyes de Memoria Histórica y posterior Ley de Memoria Democrática de España que vino a derogarla.